# Kysucké Nové Mesto
Kysucké Nové Mesto (em alemão: Ober-Neustadt ou Kischütz-Neustadt; húngaro: Kiszucaújhely) é uma cidade da Eslováquia, situada no distrito de Kysucké Nové Mesto, na região de Žilina. Tem 26,41 km² de área e sua população em 2018 foi estimada em 15.073 habitantes.

## Demografia
| Ano:        | 1994   | 2004   | 2014   | 2024   |
| ----------- | ------ | ------ | ------ | ------ |
| Broj ljudi: | 16 165 | 16 501 | 15 431 | 14 306 |
| Razlika:    |        | +2,07% | -6,48% | -7,29% |

| Ano:               | 2023   | 2024   |
| ------------------ | ------ | ------ |
| Número de pessoas: | 14 380 | 14 306 |
| Diferença:         |        | -0,51% |